# Stockholms stabskompani
Stockholms stabskompani (Ss) var ett betjäningsförband inom svenska armén som verkade i olika former åren 1949–1984. Förbandsledningen var förlagd i Stockholms garnison i Stockholm.

## Historia
Stockholms stabskompani var ett stabskompani som bildades genom försvarsbeslutet 1942. Stabskompaniet var ursprungligen tänkt att ingå som en stabsskvadron i Livregementet till häst (K 1). På grund av utrymmesbrist vid Livregementet till häst kom kompaniet istället att förläggas till kasernbatteriet vid Stockholms luftvärnsregemente (Lv 3), som vid den tiden var förlagd till dubbelkasernetablissement på Linnégatan 87-89.
Inför att Livregementet till häst skulle avvecklas, föreslog arméchefen att förlägga stabskompaniet till den så kallade kavallerikasernen vid Lidingövägen, detta i syfte att frigöra utrymme vid luftvärnsregementet. Efter att Livregementet till häst avvecklats skulle kompaniet samtidigt underställas militärbefälhavaren för IV. militärområdet, samt benämnas Stockholms stabskompani (Ss). Från den 1 oktober 1949 kom kompaniet tillhöra Livgardesskvadronen, dock hade de två enheterna inte någon enhetlig ledning. Detta mot bakgrund av att kompaniet fram till slutet av 1950-talet var förlagda till kasernbatteriet. I 1955 års riksdag ansåg dock regeringen att kompaniet var i stort behov med att omlokaliseras till Lidingövägen för att där tillsammans med Livgardesskvadronen sammanföras under en enhetlig ledning, vilken i administrativt hänseende skulle vara ansluten till IV. militärbefälsstaben.
Mot bakgrund av att delar av försvarsmaktens centrala ledning utlokaliserades från Stockholm, minskade behovet av handräckningsvärnpliktiga. Därmed kom Marinens stabskompani i slutet av 1970-talet att uppgå i Stockholms stabskompani. I samband med att Livgardets dragoner upplöstes som egen administrativ enhet och uppgick i Svea livgarde, uppgick även Stockholms stabskompani i Svea livgarde, där Stockholms stabskompani från den 1 oktober 1984 bildade 3. stabsskvadronen ingåendes i kavalleribataljon.

## Verksamhet
Kompaniet bestod av 190 värnpliktiga, vilka tjänstgjorde som handräckningsvärnpliktiga vid de högre staberna i Stockholm.

## Förläggningar och övningsplatser
Stabskompaniet var de första åren förlagd till dubbelkasernetablissement på Linnégatan 87-89. I slutet av 1950-talet kom stabskompaniet att förläggas till kavallerikasernen vid Lidingövägen.

## Heraldik och traditioner
Även om Stockholms stabskompani inte var ett självständigt förband, utan administrativt tillhörde en annan organisationsenhet, så kom hade kompaniet ett eget truppslagstecken. Truppslagstecknet utgjordes av två korslagda svärd och sköld med Stockholms stadsvapen, S:t Erik. Värnpliktig personal bar förbandstecken på axelklaff till uniform m/1939 och m/52. 

## Namn, beteckning och förläggningsort
| Stockholms stabskompani | 1949-10-01 | – | 1984-09-30 |

| Ss | 1949-10-01 | – | 1984-09-30 |

| Stockholms garnison/Linnégatan   | 1949-10-01 | – | 1950-talet |
| Stockholms garnison/Lidingövägen | 1950-talet | – | 1984-09-30 |